# 史提夫·沃麥克
史提夫·沃麥克（英語：Steve Womack；1957年2月18日—）是美国的一位政治人物。自2011年開始，他是阿肯色州第三國會選區選出的聯邦眾議員。他的黨籍是共和黨。在當選國會議員之前，他是羅傑斯市長。